# SM-veckan 2013 (vinter)
SM-veckan vinter 2013 avgjordes i Falun och var den fjärde vinterupplagan av SM-veckan. Tävlingarna arrangerandes av Riksidrottsförbundet (RF), Sveriges Television (SVT) och Falu kommun. Sexton sporter fanns med på programmet, vilket var en mer än 2012 års upplaga.
Majoriteten av tävlingarna avgjordes runt Lugnet i Falun, till exempel på Lugnets skidstadion, Lugnets isstadion och Falu Kuriren Arena. Flera namnkunniga idrottare deltog, bland annat Lassi Karonen i rodd och Anette Norberg i curling samt OS-guldmedaljörerna i längdskidor, Charlotte Kalla och Marcus Hellner.

## Sporter
| - Curling - Cykelsport (velodrom) - Draghund - Längdskidåkning - Muay thai - Rally (sprint) - Rodd (inomhus) - Rullstolsinnebandy | - Skidorientering - Skridskosport - Skotercross - Softball - Styrkelyft - Squash - Taido - X-trial |

## Resultat

### Curling

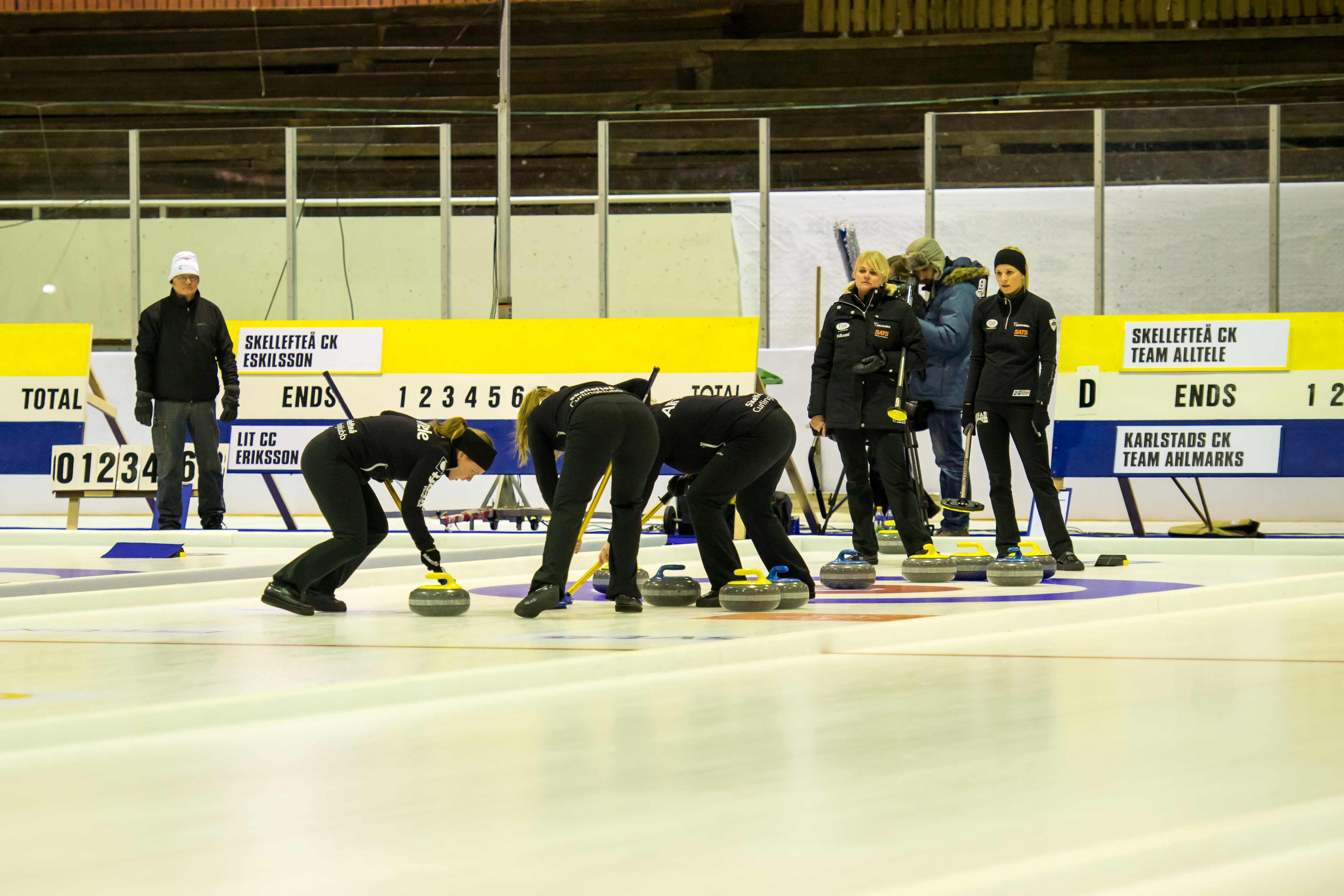
Damernas curlingfinal

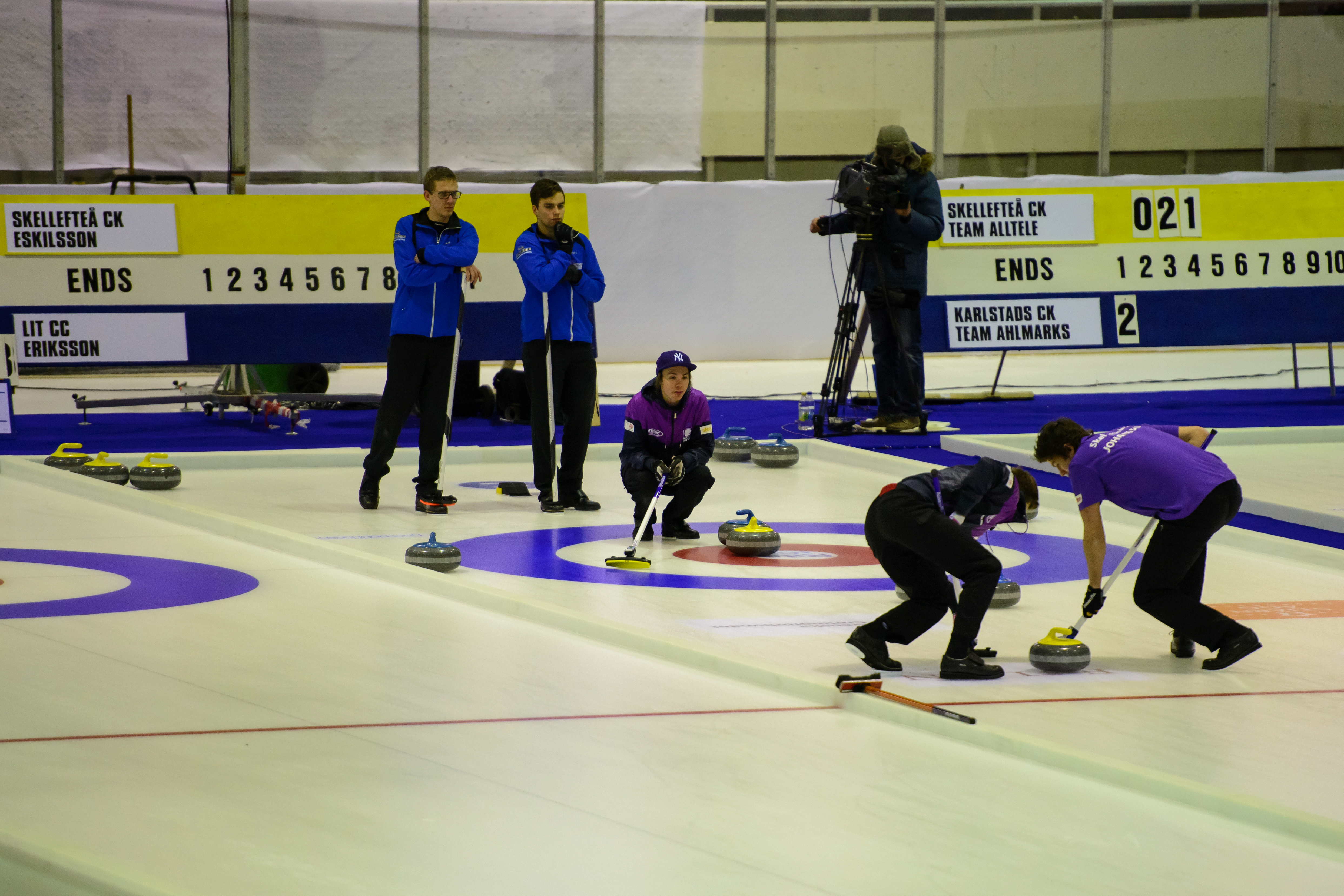
Herrarnas curlingfinal

| Gren   | Guld                                                                                 | Guld                                                                                 | Silver                                                                       | Silver                                                                       | Brons                                                                        | Brons                                                                        |
| ------ | ------------------------------------------------------------------------------------ | ------------------------------------------------------------------------------------ | ---------------------------------------------------------------------------- | ---------------------------------------------------------------------------- | ---------------------------------------------------------------------------- | ---------------------------------------------------------------------------- |
| Herrar | Oskar Eriksson Kristian Lindström Markus Eriksson Christoffer Sundgren Lit CC        | Oskar Eriksson Kristian Lindström Markus Eriksson Christoffer Sundgren Lit CC        | Gustav Eskilsson Patric Mabergs Jesper Johansson Johannes Patz Skellefteå CK | Gustav Eskilsson Patric Mabergs Jesper Johansson Johannes Patz Skellefteå CK | Marcus Hasselborg Peder Folke Andreas Prytz Anton Sandström Härnösands CK    | Marcus Hasselborg Peder Folke Andreas Prytz Anton Sandström Härnösands CK    |
| Damer  | Margaretha Sigfridsson Maria Prytz Christina Bertrup Maria Wennerström Skellefteå CK | Margaretha Sigfridsson Maria Prytz Christina Bertrup Maria Wennerström Skellefteå CK | Anette Norberg Cecilia Östlund Sabina Kraupp Sara Carlsson Karlstads CK      | Anette Norberg Cecilia Östlund Sabina Kraupp Sara Carlsson Karlstads CK      | Anna Hasselborg Karin Rudström Agnes Knochenhauer Zandra Flyg Sundbybergs CK | Anna Hasselborg Karin Rudström Agnes Knochenhauer Zandra Flyg Sundbybergs CK |

### Cykelsport

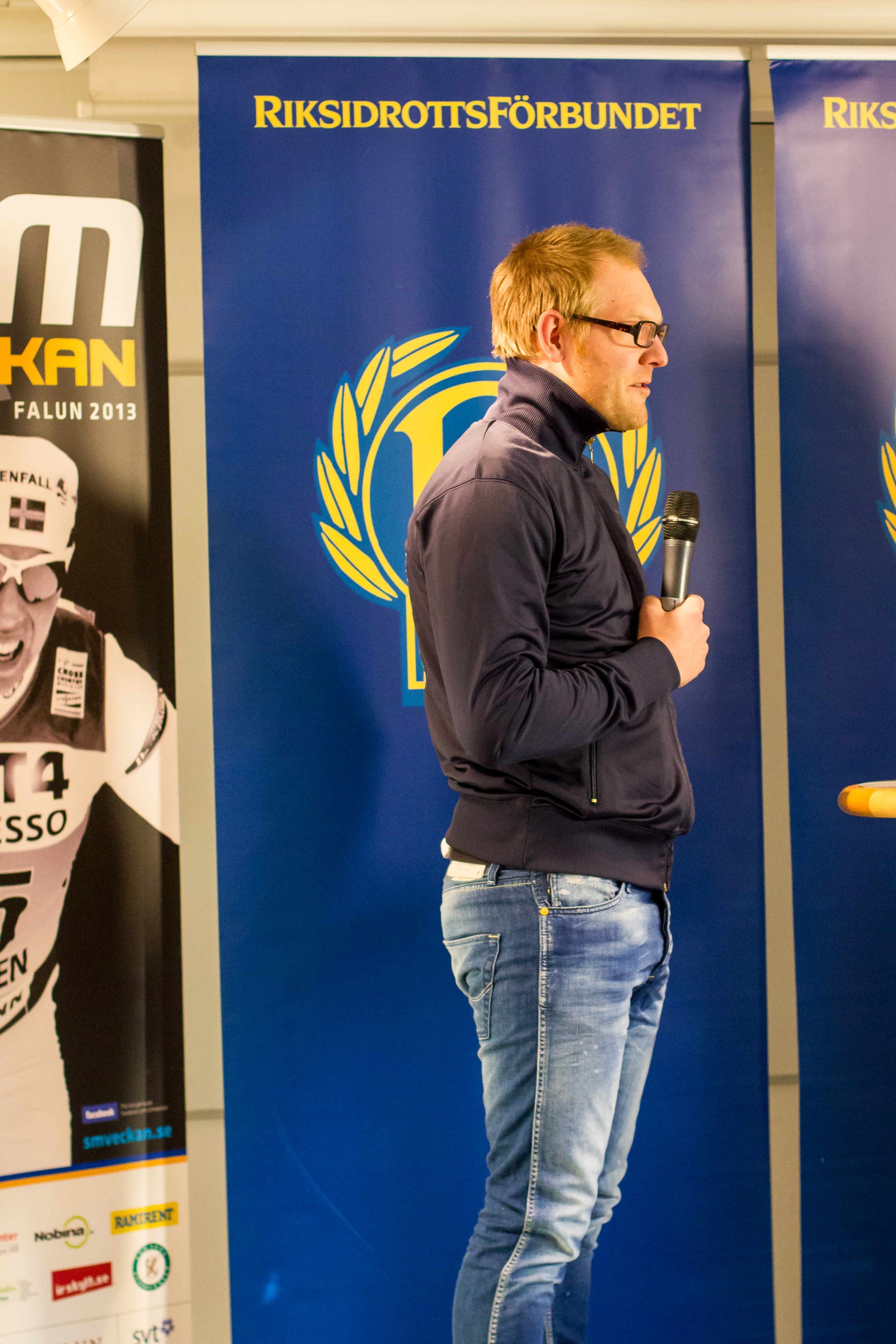
Johan Landström, guldmedaljör och dubbel silvermedaljör i cykelsport

| Gren                           | Guld                          | Guld                          | Silver                         | Silver                         | Brons                                  | Brons                                  |
| ------------------------------ | ----------------------------- | ----------------------------- | ------------------------------ | ------------------------------ | -------------------------------------- | -------------------------------------- |
| Herrarnas tidslopp (1000 m)    | David Mayer Velodrom CK       | David Mayer Velodrom CK       | Andreas Arvidsson CK Fix       | Andreas Arvidsson CK Fix       | Felix Beckeman Uddevalla CK            | Felix Beckeman Uddevalla CK            |
| Herrarnas poänglopp (100 varv) | Fredrik Ericsson Falu CK      | Fredrik Ericsson Falu CK      | Johan Landström Motala AIF CK  | Johan Landström Motala AIF CK  | Andreas Arvidsson CK Fix               | Andreas Arvidsson CK Fix               |
| Herrarnas förföljelse (4000 m) | Fredrik Ericsson Falu CK      | Fredrik Ericsson Falu CK      | Johan Landström Motala AIF CK  | Johan Landström Motala AIF CK  | Jesper Hjortsberg Team Corratec Sweden | Jesper Hjortsberg Team Corratec Sweden |
| Herrarnas elimineringslopp     | Johan Landström Motala AIF CK | Johan Landström Motala AIF CK | Marcus Johansson Motala AIF CK | Marcus Johansson Motala AIF CK | Andreas Arvidsson CK Fix               | Andreas Arvidsson CK Fix               |
| Damernas tidslopp (500 m)      | Jenny Rissveds Falu CK        | Jenny Rissveds Falu CK        | Isabelle Söderberg Upsala CK   | Isabelle Söderberg Upsala CK   | Frida Knutsson Falu CK                 | Frida Knutsson Falu CK                 |
| Damernas poänglopp (50 varv)   | Isabelle Söderberg Upsala CK  | Isabelle Söderberg Upsala CK  | Frida Knutsson Falu CK         | Frida Knutsson Falu CK         | Jenny Rissveds Falu CK                 | Jenny Rissveds Falu CK                 |
| Damernas förföljelse (3000 m)  | Isabelle Söderberg Upsala CK  | Isabelle Söderberg Upsala CK  | Frida Knutsson Falu CK         | Frida Knutsson Falu CK         | Tilina Levin Staffanstorp CK           | Tilina Levin Staffanstorp CK           |
| Damernas elimineringslopp      | Jenny Rissveds Falu CK        | Jenny Rissveds Falu CK        | Frida Knutsson Falu CK         | Frida Knutsson Falu CK         | Isabelle Söderberg Upsala CK           | Isabelle Söderberg Upsala CK           |

### Draghund
| Gren                         | Guld                                   | Guld                                   | Silver                                   | Silver                                   | Brons                                | Brons                                |
| ---------------------------- | -------------------------------------- | -------------------------------------- | ---------------------------------------- | ---------------------------------------- | ------------------------------------ | ------------------------------------ |
| 4-spann grupp A              | Mikael Högberg Ryssjö SHK              | Mikael Högberg Ryssjö SHK              | Elin Björk Södra Dalarnas DHK            | Elin Björk Södra Dalarnas DHK            | Emelie Waara Kiruna BHK              | Emelie Waara Kiruna BHK              |
| 4-spann grupp B              | Anna-Carin Lönn Sv.Riesenschauzerklubb | Anna-Carin Lönn Sv.Riesenschauzerklubb | Diana Karlsson SPHK Nedre Norra          | Diana Karlsson SPHK Nedre Norra          | Elisa Perkiö SPHK Nedre Norra        | Elisa Perkiö SPHK Nedre Norra        |
| 4-spann grupp C              | Marie Israelsson SPHK Nedre Norra      | Marie Israelsson SPHK Nedre Norra      | Camilla Buvall Juhlander SPHK Gävle Dala | Camilla Buvall Juhlander SPHK Gävle Dala | Moa Björk Södra Dalarnas DHK         | Moa Björk Södra Dalarnas DHK         |
| 4-spann (masstart) grupp A   | Carina Södersten Gafsele SHK           | Carina Södersten Gafsele SHK           | Elin Björk Södra Dalarnas DHK            | Elin Björk Södra Dalarnas DHK            | Agneta Högberg Edsbyn SK             | Agneta Högberg Edsbyn SK             |
| 4-spann (masstart) grupp C   | Moa Björk Södra Dalarnas DHK           | Moa Björk Södra Dalarnas DHK           | Dalia Ramström SPHK Nedre Norra          | Dalia Ramström SPHK Nedre Norra          | Pär Jansson SPHK Gävle Dala          | Pär Jansson SPHK Gävle Dala          |
| Herrarnas combined grupp A   | Mikael Henriksson Sundsvalls BK        | Mikael Henriksson Sundsvalls BK        | John Eriksson Sundsvalls BK              | John Eriksson Sundsvalls BK              | Pelle Lööf Södra Dalarnas DHK        | Pelle Lööf Södra Dalarnas DHK        |
| Herrarnas combined grupp B   | Tomas Hedberg Örnsköldsviks BHK        | Tomas Hedberg Örnsköldsviks BHK        | Hans Pettersson Degerfors BK             | Hans Pettersson Degerfors BK             | Patrik Hedberg Filipstads BK         | Patrik Hedberg Filipstads BK         |
| Herrarnas combined grupp C   | Gilbert Backström Kiruna BHK           | Gilbert Backström Kiruna BHK           | Petter Hillborg (SPHK Gävle Dala         | Petter Hillborg (SPHK Gävle Dala         |                                      |                                      |
| Herrarnas linkörning grupp A | Mikael Henriksson Sundsvalls BK        | Mikael Henriksson Sundsvalls BK        | Thomas Sparr Mora BK                     | Thomas Sparr Mora BK                     | Mikael Pettersson Södra Dalarnas DHK | Mikael Pettersson Södra Dalarnas DHK |
| Herrarnas linkörning grupp B | Jens Larsson Hällefors BK              | Jens Larsson Hällefors BK              | Bjarne Rikardsson Falu DHK               | Bjarne Rikardsson Falu DHK               | Rolf Blomberg Hällefors BK           | Rolf Blomberg Hällefors BK           |
| Herrarnas linkörning grupp C | Simon Paulin SPHK Nedre Norra          | Simon Paulin SPHK Nedre Norra          | Petter Hillborg SPHK Gävle Dala          | Petter Hillborg SPHK Gävle Dala          | Gilbert Backström Kiruna BHK         | Gilbert Backström Kiruna BHK         |
| Damernas combined grupp A    | Sandra Åsander Härnösand BK            | Sandra Åsander Härnösand BK            | Cajsa Grape Falu DHK                     | Cajsa Grape Falu DHK                     | Sara Johansson Kiruna BHK            | Sara Johansson Kiruna BHK            |
| Damernas combined grupp C    | Lisa Lindblom SPHK Nedre Norra         | Lisa Lindblom SPHK Nedre Norra         | Ulrika Karlsson SPHK Nedre Norra         | Ulrika Karlsson SPHK Nedre Norra         | Elin Jonsson SPHK Nedre Norra        | Elin Jonsson SPHK Nedre Norra        |
| Damernas linkörning grupp A  | Cajsa Grape Falu DHK                   | Cajsa Grape Falu DHK                   | Tiina Blom Falu DHK                      | Tiina Blom Falu DHK                      | Angelica Saur Sundsvalls BK          | Angelica Saur Sundsvalls BK          |
| Damernas linkörning grupp B  | Anna-Carin Lönn Sv.Riesenschauzerklubb | Anna-Carin Lönn Sv.Riesenschauzerklubb | Annika Danielson Sv.Riesenschauzerklubb  | Annika Danielson Sv.Riesenschauzerklubb  |                                      |                                      |
| Damernas linkörning grupp C  | Ulrika Karlsson SPHK Nedre Norra       | Ulrika Karlsson SPHK Nedre Norra       | Elin Jonsson SPHK Nedre Norra            | Elin Jonsson SPHK Nedre Norra            | Lisa Lindblom SPHK Nedre Norra       | Lisa Lindblom SPHK Nedre Norra       |

### Längdskidåkning
| Gren                          | Guld                                 | Guld                                 | Silver                            | Silver                            | Brons                                   | Brons                                   |
| ----------------------------- | ------------------------------------ | ------------------------------------ | --------------------------------- | --------------------------------- | --------------------------------------- | --------------------------------------- |
| Herrarnas skiathlon 30 km     | Marcus Hellner Gellivare Skidallians | Marcus Hellner Gellivare Skidallians | Daniel Richardsson Hudiksvalls IF | Daniel Richardsson Hudiksvalls IF | Anders Södergren Hudiksvalls IF         | Anders Södergren Hudiksvalls IF         |
| Herrarnas stafett 3x10 km (K) | Hudiksvalls IF                       | Hudiksvalls IF                       | Åsarna IK                         | Åsarna IK                         | Falun-Borlänge SK                       | Falun-Borlänge SK                       |
| Herrarnas sprint (K)          | Teodor Peterson Åsarna IK            | Teodor Peterson Åsarna IK            | Jens Eriksson Dala-Floda IF       | Jens Eriksson Dala-Floda IF       | Simon Persson IFK Umeå                  | Simon Persson IFK Umeå                  |
| Herrarnas 15 km (F)           | Johan Olsson Åsarna IK               | Johan Olsson Åsarna IK               | Daniel Richardsson Hudiksvalls IF | Daniel Richardsson Hudiksvalls IF | Marcus Hellner Gellivare Skidallians IK | Marcus Hellner Gellivare Skidallians IK |
| Damernas skiathlon 15 km      | Emma Wikén Åsarna IK                 | Emma Wikén Åsarna IK                 | Anna Haag IFK Mora SK             | Anna Haag IFK Mora SK             | Britta Johansson Norgren Sollefteå SK   | Britta Johansson Norgren Sollefteå SK   |
| Damernas stafett 3x5 km (K)   | Åsarna IK                            | Åsarna IK                            | IFK Mora SK                       | IFK Mora SK                       | Falun-Borlänge SK                       | Falun-Borlänge SK                       |
| Damernas sprint (K)           | Ida Ingemarsdotter Åsarna IK         | Ida Ingemarsdotter Åsarna IK         | Jennie Öberg Piteå Elit SK        | Jennie Öberg Piteå Elit SK        | Anna Haag IFK Mora SK                   | Anna Haag IFK Mora SK                   |
| Damernas 10 km (F)            | Charlotte Kalla Piteå Elit SK        | Charlotte Kalla Piteå Elit SK        | Emma Wikén Åsarna IK              | Emma Wikén Åsarna IK              | Anna Haag IFK Mora SK                   | Anna Haag IFK Mora SK                   |

### Muaythai
| Gren               | Guld                 | Guld                 | Silver             | Silver             | Brons | Brons |
| ------------------ | -------------------- | -------------------- | ------------------ | ------------------ | ----- | ----- |
| Herrarnas –54 kg   | Giang Hoang          | Giang Hoang          | Achmed Ben Aicha   | Achmed Ben Aicha   |       |       |
| Herrarnas –57 kg   | Peeyaphong Fongin    | Peeyaphong Fongin    | Abdi Mohammed      | Abdi Mohammed      |       |       |
| Herrarnas –60 kg   | Hamza Bougzma        | Hamza Bougzma        | Samuel Bark        | Samuel Bark        |       |       |
| Herrarnas –63,5 kg | Mattias Johnson      | Mattias Johnson      | Viktor Gustafsson  | Viktor Gustafsson  |       |       |
| Herrarnas –67 kg   | Abdou Karim Chorr    | Abdou Karim Chorr    | Anders Nguyen      | Anders Nguyen      |       |       |
| Herrarnas –71 kg   | Sanny Dahlbeck       | Sanny Dahlbeck       | Mattias Rosenlind  | Mattias Rosenlind  |       |       |
| Herrarnas –75 kg   | Johan Herö           | Johan Herö           | André Bånghäll     | André Bånghäll     |       |       |
| Herrarnas –81 kg   | Yasin Bensenouci     | Yasin Bensenouci     | Patrick Hyzell     | Patrick Hyzell     |       |       |
| Herrarnas +91 kg   | Simon Ogolla         | Simon Ogolla         | Kristoffer Kennäng | Kristoffer Kennäng |       |       |
| Damernas – 51 kg   | Johanna Rydberg      | Johanna Rydberg      | Susan Kariuki      | Susan Kariuki      |       |       |
| Damernas – 54 kg   | Sofia Olofsson       | Sofia Olofsson       | Jenny Krigsman     | Jenny Krigsman     |       |       |
| Damernas – 57 kg   | Maria Elin Olsson    | Maria Elin Olsson    | Linnea Larsson     | Linnea Larsson     |       |       |
| Damernas – 63,5 kg | Lina Akhtar Länsberg | Lina Akhtar Länsberg | Miriam Ekwall      | Miriam Ekwall      |       |       |
| Damernas – 67 kg   | Jennifer Österlin    | Jennifer Österlin    | Sanja Trbojevic    | Sanja Trbojevic    |       |       |

### Rally

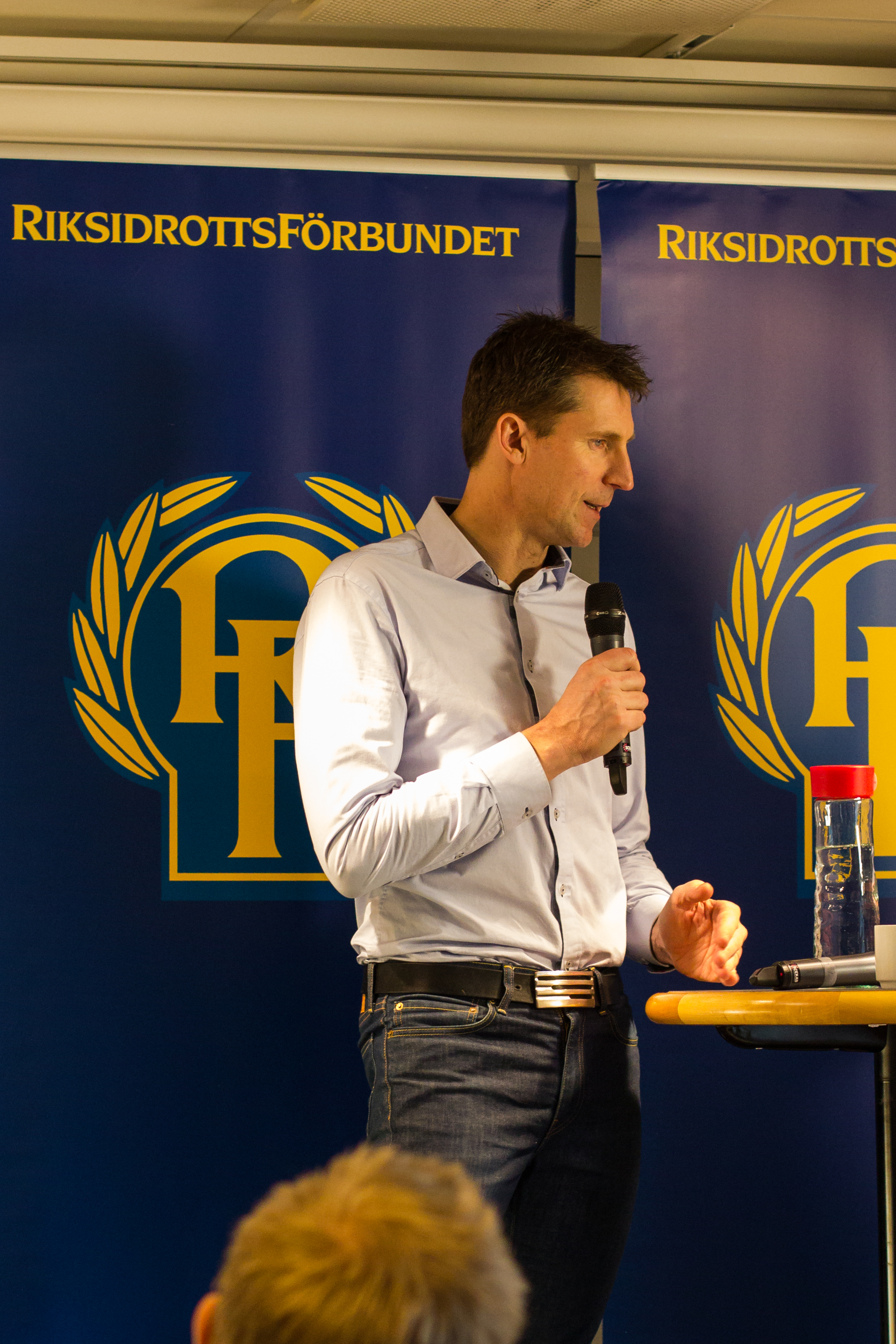
Hasse Gustavsson, silvermedaljör i rally (4WD)

| Gren         | Guld                                                 | Guld                                                 | Silver                                       | Silver                                       | Brons                                           | Brons                                           |
| ------------ | ---------------------------------------------------- | ---------------------------------------------------- | -------------------------------------------- | -------------------------------------------- | ----------------------------------------------- | ----------------------------------------------- |
| 2WD (sprint) | Leif Peterson/Toni Sundqvist Göteborgs MF/SMK Motala | Leif Peterson/Toni Sundqvist Göteborgs MF/SMK Motala | Johan Carlsson/Johan Lövgren Degerfors RC    | Johan Carlsson/Johan Lövgren Degerfors RC    | Tobias Söderqvist/Joakim Söderqvist AMF Årsunda | Tobias Söderqvist/Joakim Söderqvist AMF Årsunda |
| 4WD (sprint) | Pontus Tidemand/Ola Fløene SMK Eda/NMK Hamar         | Pontus Tidemand/Ola Fløene SMK Eda/NMK Hamar         | Hasse Gustafsson/Mikael Johansson Vansbro MK | Hasse Gustafsson/Mikael Johansson Vansbro MK | Robin Friberg/Stefan Gustavsson Ludvika MS      | Robin Friberg/Stefan Gustavsson Ludvika MS      |

### Rodd

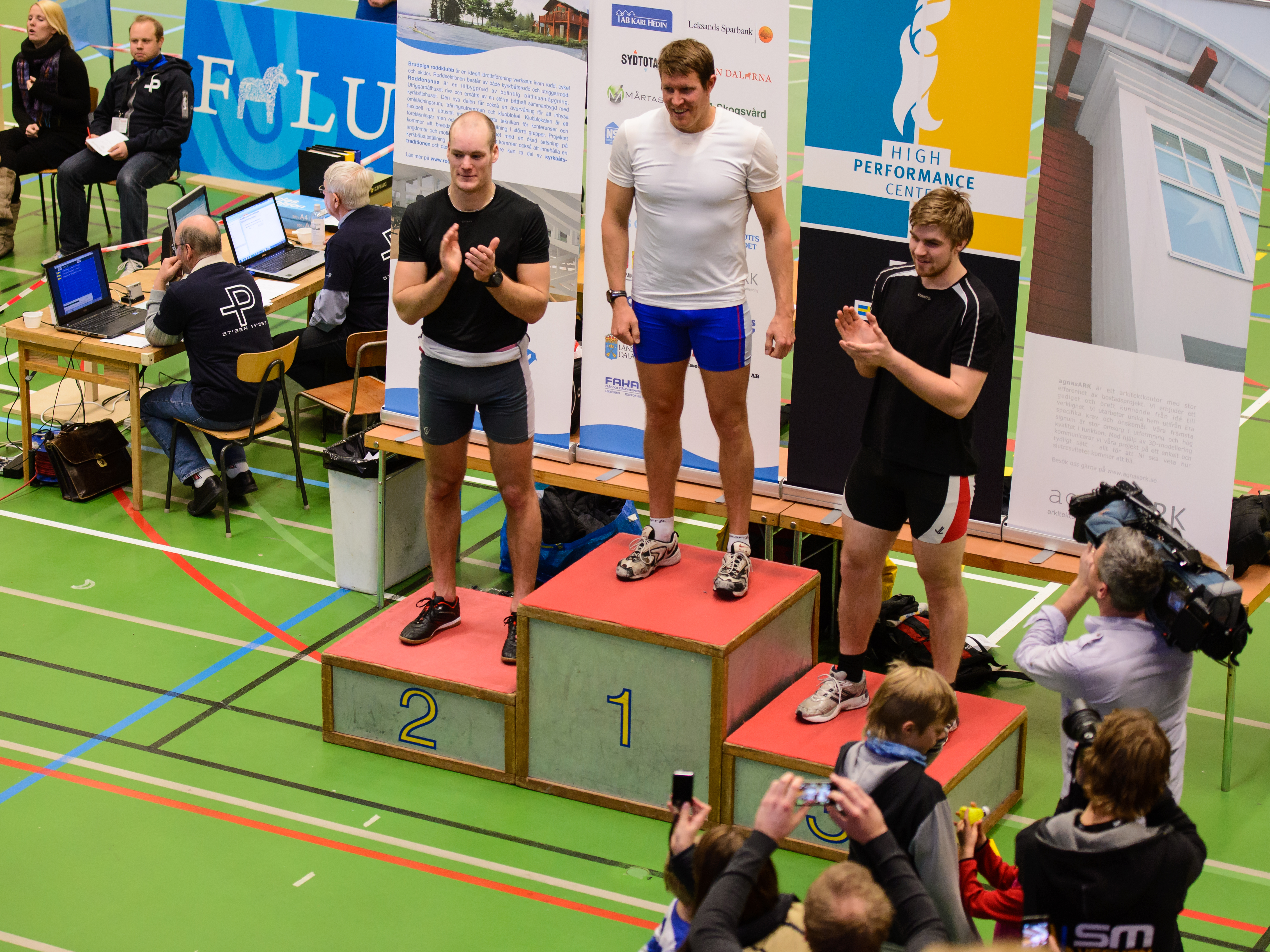
Prisutdelning herrarnas singel 2 000 m rodd

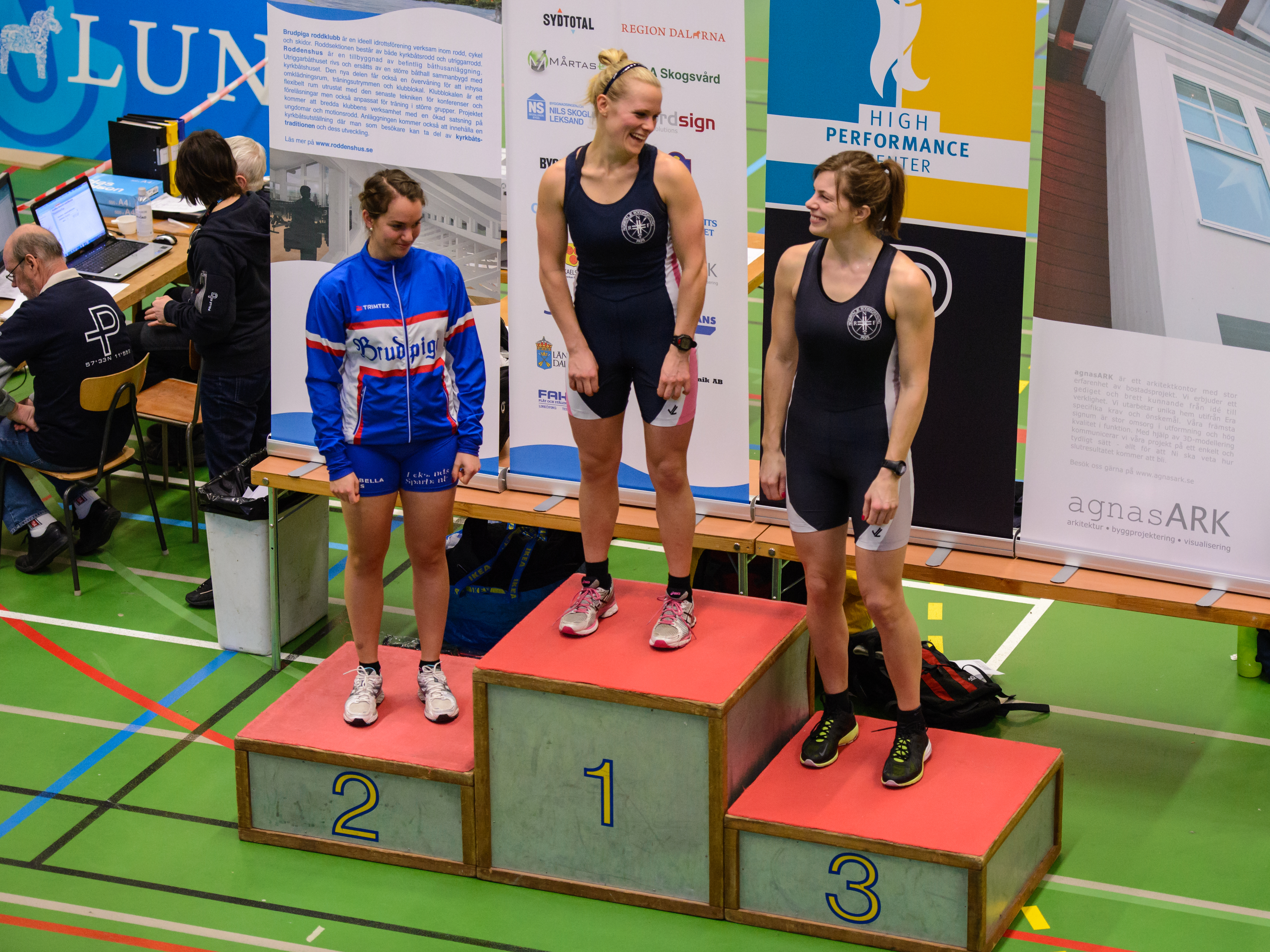
Prisutdelning damernas singel 2 000 m rodd

| Gren                             | Guld                  | Guld                  | Silver         | Silver         | Brons                 | Brons                 |
| -------------------------------- | --------------------- | --------------------- | -------------- | -------------- | --------------------- | --------------------- |
| Herrarnas lättvikt singel 2000 m | Oskar Russberg        | Oskar Russberg        | Johan Lidberg  | Johan Lidberg  | Johan Andersson       | Johan Andersson       |
| Herrarnas singel 2000 m          | Lassi Karonen         | Lassi Karonen         | Anders Backéus | Anders Backéus | Christoffer Johansson | Christoffer Johansson |
| Damernas lättvikt singel 2000 m  | Emma Fredh            | Emma Fredh            | Cecilia Lilja  | Cecilia Lilja  | –                     | –                     |
| Damernas singel 2000 m           | Anna Malvina Svennung | Anna Malvina Svennung | Isabella Niss  | Isabella Niss  | Britta Pivac          | Britta Pivac          |
| Herrarnas lättvikt dubbel 2000 m |                       |                       |                |                |                       |                       |
| Herrarnas dubbel 2000 m          |                       |                       |                |                |                       |                       |
| Damernas lättvikt dubbel 2000 m  |                       |                       |                |                |                       |                       |
| Damernas dubbel 2000 m           |                       |                       |                |                |                       |                       |
| Herrarnas lättvikt fyrman 2000 m |                       |                       |                |                |                       |                       |
| Herrarnas fyrman 2000 m          |                       |                       |                |                |                       |                       |
| Damernas lättvikt fyrman 2000 m  |                       |                       |                |                |                       |                       |
| Damernas fyrman 2000 m           |                       |                       |                |                |                       |                       |

### Rullstolsinnebandy

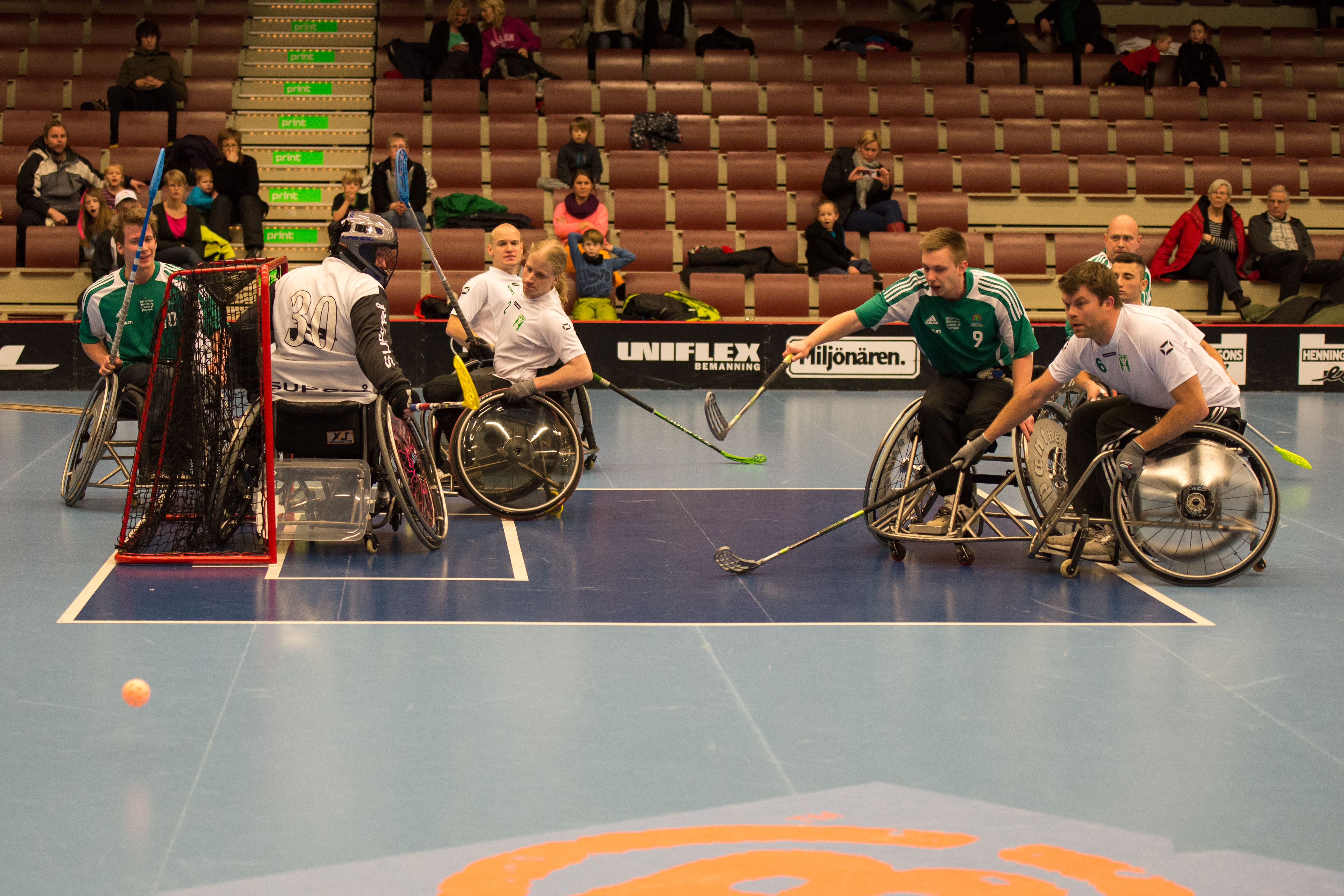
Finalen mellan Eskilstuna och Nacka i rullstolsinnebandy

| Gren   | Guld           | Guld           | Silver   | Silver   | Brons         | Brons         |
| ------ | -------------- | -------------- | -------- | -------- | ------------- | ------------- |
| Herrar | Eskilstuna HIF | Eskilstuna HIF | Nacka HI | Nacka HI | Göteborgs RIF | Göteborgs RIF |

### Skidorientering[2][3]
| Gren   | Guld                            | Guld                            | Silver                         | Silver                         | Brons                         | Brons                         |
| ------ | ------------------------------- | ------------------------------- | ------------------------------ | ------------------------------ | ----------------------------- | ----------------------------- |
| Damer  | Kajsa Richardsson IF Hallby SOK | Kajsa Richardsson IF Hallby SOK | Josefine Engström Alfta-Ösa OK | Josefine Engström Alfta-Ösa OK | Magdalena Olsson IFK Moras OK | Magdalena Olsson IFK Moras OK |
| Herrar | Ulrik Nordberg Bergnäsets AIK   | Ulrik Nordberg Bergnäsets AIK   | Peter Arnesson IF Hallby SOK   | Peter Arnesson IF Hallby SOK   | Erik Rost Alfta-Ösa OK        | Erik Rost Alfta-Ösa OK        |

### Skotercross
| Gren              | Guld                 | Guld                 | Silver                 | Silver                 | Brons                      | Brons                      |
| ----------------- | -------------------- | -------------------- | ---------------------- | ---------------------- | -------------------------- | -------------------------- |
| SM i stadioncross | Adam Renheim Lima MS | Adam Renheim Lima MS | Adam Öhman Älvsbyns MS | Adam Öhman Älvsbyns MS | David Reponen Storumans SK | David Reponen Storumans SK |

### Softball
| Gren  | Guld         | Guld         | Silver        | Silver        | Brons         | Brons         |
| ----- | ------------ | ------------ | ------------- | ------------- | ------------- | ------------- |
| Damer | Leksand BSBK | Leksand BSBK | Skövde Saints | Skövde Saints | Enköpings SBK | Enköpings SBK |

### Squash[4]
| Gren   | Guld                             | Guld                             | Silver                       | Silver                       | Brons                                                               | Brons                                                               |
| ------ | -------------------------------- | -------------------------------- | ---------------------------- | ---------------------------- | ------------------------------------------------------------------- | ------------------------------------------------------------------- |
| Damer  | Linnea Wallsten Intersquash Club | Linnea Wallsten Intersquash Club | Eira Mooney Växjö SK         | Eira Mooney Växjö SK         | Sofia Örneberg och Lovisa Forstadius Malmö SRC och Karlstad SK      | Sofia Örneberg och Lovisa Forstadius Malmö SRC och Karlstad SK      |
| Herrar | Romain Tenant Roslagen SRC       | Romain Tenant Roslagen SRC       | Rasmus Hult Intersquash Club | Rasmus Hult Intersquash Club | Christian Drakenberg och Alex Christenson Stockholm SK och Malmö SK | Christian Drakenberg och Alex Christenson Stockholm SK och Malmö SK |